# ターポン (イギリス潜水艦)
ダーポン (HMS Tarpon) はイギリス海軍の潜水艦。T級。

## 艦歴
1937年10月5日起工。1939年10月17日進水。1940年3月8日就役。
1940年4月5日に「ターポン」は「セヴァーン」とともにポーツマスからロサイスへ向け出航。2隻はFN39船団と共に北へ向かう予定であったが、ドイツのノルウェー侵攻が迫ったことから4月7日に船団と分かれて北東へ向かうよう命じられた。4月10日、北緯56度43分、東経6度33分5秒でドイツのQシップ「Schiff 40」が魚雷を発見。3分後にも別の魚雷が発見され、続いて潜望鏡が視認されてソナーでも反応を捕らえ、爆雷を投下。ハドソン２機が現れたため一時攻撃を中止するが接触は保ち続け、それらが去ると爆雷攻撃を再開した。これにより「ターポン」は撃沈された。艦長コールドウェル少佐以下全員戦死。